# Mbark Boussoufa
Moubarak „Mbark“ Boussoufa (arabisch مبارك بوصوفة, DMG Mubārak Būṣūfa; * 15. August 1984 in Amsterdam) ist ein ehemaliger marokkanischer Fußballspieler.

## Vereinskarriere

### Über Ajax und Chelsea nach Belgien
Boussoufa spielte ab 1994 für die niederländischen Vereine ASV Middenmeer und ASV Fortius. 1996 schloss er sich der Jugendschule von Ajax Amsterdam an. Von dort wechselte er 2002 nach England zur Reserve des FC Chelsea. Zwei Jahre später ging Boussoufa nach Belgien zu KAA Gent, bei dem er im Jahr 2006 mit vier Auszeichnungen geehrt wurde: Neben Belgiens und Marokkos Fußballer des Jahres war er auch Belgiens Nachwuchsfußballer sowie der beste afrikanische Spieler der Saison.
Im Jahre 2006 wechselte Boussoufa 2006 zum RSC Anderlecht. Beim belgischen Rekordmeister etablierte er sich in der Startformation und wurde unter Trainer Franky Vercauteren zum Leistungsträger. Sein erstes Tor für den neuen Verein erzielte er am 30. September 2006 bei der 1:4-Niederlage gegen den KRC Genk mit dem Treffer zum 1:2. Mit acht Toren und 13 Vorlagen war der Marokkaner am Ende am Gewinn der Meisterschaft beteiligt. In der Folgesaison scheiterte er mit seinem Klub in der dritten Qualifikationsrunde der UEFA Champions League 2007/08 am türkischen Vertreter Fenerbahçe Istanbul und trat dann mit dem Verein weiter im UEFA-Pokal an. Dort schied der RSC Anderlecht im Achtelfinale gegen den deutschen Rekordmeister FC Bayern München aus. In der Liga wurde man Vizemeister hinter Standard Lüttich, die nur eines der 34 Saisonspiele verloren hatten. Boussoufa erzielte fünf Tore und legte zehn weitere auf. Wieder schied er aber mit seinem Verein in den Qualifikationsrunden der UEFA Champions League 2008/09 aus, diesmal gegen den belarussischen Verein BATE Baryssau. In der Ersten Division wurde der Meister wegen Punktgleichheit in zwei Entscheidungsspielen zwischen Standard Lüttich und dem RSC Anderlecht ermittelt. Nach einem 1:1 im Hinspiel entschied Standard Lüttich das zweite Spiel mit 1:0 für sich und verteidigte seinen Meistertitel. Boussoufa erzielte in der Saison elf Tore und bereitete 13 weitere vor. Er gewann mit der Mannschaft den nationalen Pokal. Im Finalspiel gewann man mit 3:2 gegen Boussoufas ehemaligen Verein KAA Gent. Nur wenige Tage nach den Finalspielen verlängerte er seine Vertragslaufzeit bis 2012.
In der Saison 2009/10 erreichte der RSC Anderlecht mit zwölf Punkten Vorsprung vor dem FC Brügge die neu geschaffene Play-off-Runde. Dort startete Boussoufas Verein mit der Hälfte der in der regulären Runde gewonnenen Punkte. Keines der zehn Playoff-Spiele wurde verloren (sieben Siege, drei Unentschieden) und der RSC Anderlecht gewann die 30. Meisterschaft seiner Vereinsgeschichte. Boussoufa steuerte neun Saisontore in der Liga und fünf weitere in den Meisterschafts-Playoffs bei. Nach 2006 und 2009 wurde er zum dritten Mal mit dem Ebbenhouten Schoen für den besten afrikanischen Fußballspieler der Ersten Division ausgezeichnet. In der UEFA Champions League 2009/10 schied sein Verein in der dritten Qualifikationsrunde gegen Olympique Lyon aus und wechselte erneut in die UEFA Europa League. Dort verlor der Klub im Achtelfinale gegen den Hamburger SV. Im Folgejahr konnte der Marokkaner mit Anderlecht erneut die Liga anführen. In den Playoffs setzte sich jedoch der KRC Genk durch und sicherte sich seine dritte Meisterschaft. In der Saison 2010/11 erzielte Boussoufa in 23 Ligaspielen zehn Tore gab 15 Vorlagen. In der UEFA Champions League 2010/11 scheiterte er mit seinem Club in der Qualifikation am serbischen Verein FK Partizan Belgrad und in der anschließenden UEFA Europa League 2010/11 im Sechzehntelfinale an Ajax Amsterdam.

### Russland und Rückkehr nach Belgien
Wenige Tage nach dem Ausscheiden des RSC Anderlecht gegen Ajax Amsterdam verkündete der russische Erstligist Terek Grosny am 7. März 2011 den Transfer des offensiven Mittelfeldspielers. Drei Tage später scheiterte der Wechsel dennoch und er ging stattdessen zum Ligakonkurrenten Anschi Machatschkala. Dieser Verein war erst im Januar 2011 durch den russischen Milliardär Suleiman Kerimow übernommen worden. Boussoufa war einer der ersten Transfers, die der Verein aus der Republik Dagestan mit Kerimows Investitionen vornahm. Die Saison in Russland hatte zum Zeitpunkt des Wechsels erst begonnen und war zugleich die erste nach Umstellung auf das in der UEFA übliche Modell. Boussoufa erreichte mit Anschi Machatschkala den fünften Tabellenplatz. Durch diese Platzierung qualifizierte sich der Club für die UEFA Europa League 2012/13, in der man als einer von drei russischen Vereinen das Achtelfinale erreichte und dort an Newcastle United aus England scheiterte. In der Premjer-Liga 2012/13 wurde Anschi Dritter. Nachdem der Klub nach der Saison zunächst für 50 Millionen Euro neue Spieler verpflichtet hatte, kündigte man im August 2013 an, den Etat zurückzufahren. Daraufhin verließen zahlreiche Spieler, darunter Boussoufa, den Verein.
Der Marokkaner wechselte zum Ligakonkurrenten Lokomotive Moskau und wurde Dritter der Premjer-Liga 2013/14. In den Playoff-Spielen der UEFA Europa League 2014/15 scheiterte Boussoufa mit Lokomotive Moskau am zyprischen Verein Apollon Limassol. Obwohl man in der Liga nur den siebten Platz erreicht hatte, qualifizierte man sich durch den Gewinn des nationalen Pokals (3:1 nach Verlängerung gegen den FK Kuban Krasnodar) für einen internationalen Wettbewerb. Boussoufa legte im Finale das Ausgleichstor auf und schoss seine Mannschaft in der Verlängerung dann selbst in Führung. Im Februar 2016 kehrte er auf Leihbasis zu seinem ehemaligen Verein KAA Gent zurück.

### Letzte Jahre im arabischen Raum
Im Juli 2016 schloss er sich al-Jazira Club an. Gleich in seiner ersten Saison dort gewann die Mannschaft den Meistertitel der UAE Pro League mit elf Punkten Vorsprung. Boussoufa kam 21 mal zum Einsatz, erzielte vier Tore und bereitete zehn weitere vor. Im Dezember 2017 nahm er mit al-Jazira an der FIFA-Klub-WM 2017 teil, wobei er in jedem Spiel über die volle Spielzeit auf dem Platz stand. Im Halbfinale schied sein Team mit einem 1:2 gegen Real Madrid aus. Dabei gab er die Vorlage zur zwischenzeitlichen 1:0-Führung durch Romarinho. Das anschließende Spiel um Platz 3 verlor al-Jazira gegen den mexikanischen Klub CF Pachuca. Im darauffolgenden Sommer 2018 verließ er al-Jazira nach wettbewerbsübergreifend 52 Einsätzen, in denen er acht Tore schoss.
Nach einem halben Jahr der Vereinslosigkeit, spielte der Marokkaner von Januar bis August 2019 für al-Shabab aus Saudi-Arabien.
Seine letzte Saison 2019/20 spielte er für al-Sailiya aus Katar. Sein letztes Pflichtspiel bestritt Boussoufa am 7. März 2020 zuhause gegen al-Duhail SC. Ihm gelang bei der 1:2-Niederlage zudem noch ein letztes Tor.

## Nationalmannschaft
Mbark Boussoufa hatte die Wahl zwischen der niederländischen und der marokkanischen Nationalmannschaft und entschied sich letztendlich für die marokkanische. Am 23. Mai 2006 absolvierte er sein erstes Spiel gegen die USA. Am 9. Februar 2011 erzielte er beim 3:0-Erfolg gegen den Niger seine ersten beiden Länderspieltreffer. Mit Marokko spielte er bei den Afrika-Cups 2012 und 2017. Er stand auch im Kader Marokkos für die Fußball-Weltmeisterschaft 2018. Nach einem 2:2-Unentschieden gegen Spanien und zwei 0:1-Niederlagen gegen Portugal und den Iran schied Marokko als letzter der Gruppe B aus dem Turnier aus. Boussouffa wurde in allen drei Partien eingesetzt.
Ebenso gehörte er 2019 zum Kader der marokkanischen Nationalmannschaft beim Afrika-Cup und stand in allen drei Gruppenspielen sowie im Achtelfinale gegen Benin, das erst im Elfmeterschießen verloren ging, auf dem Platz.
Nach dem Turnier beendete er seine Karriere in der Nationalmannschaft mit den Worten: „Ich hatte meine Zeit. Ich hatte eine gute Zeit. Ich denke, das reicht mir.“

## Erfolge
- Titel:
  - Belgischer Meister: 2007 und 2010
  - Belgischer Supercupsieger: 2007 und 2010
  - Belgischer Pokalsieger: 2008
  - Russischer Fußballpokal: 2015
  - Meister der Vereinigten Arabischen Emirate: 2017
- Ehrungen:
  - Belgischer Goldener Schuh 2006 und 2010
  - Belgiens Nachwuchsfußballer des Jahres 2006
  - Ebbenhouten Schoen: 2006, 2009 und 2010
  - Marokkos Fußballer des Jahres 2006